# Grande revolta irmandinha

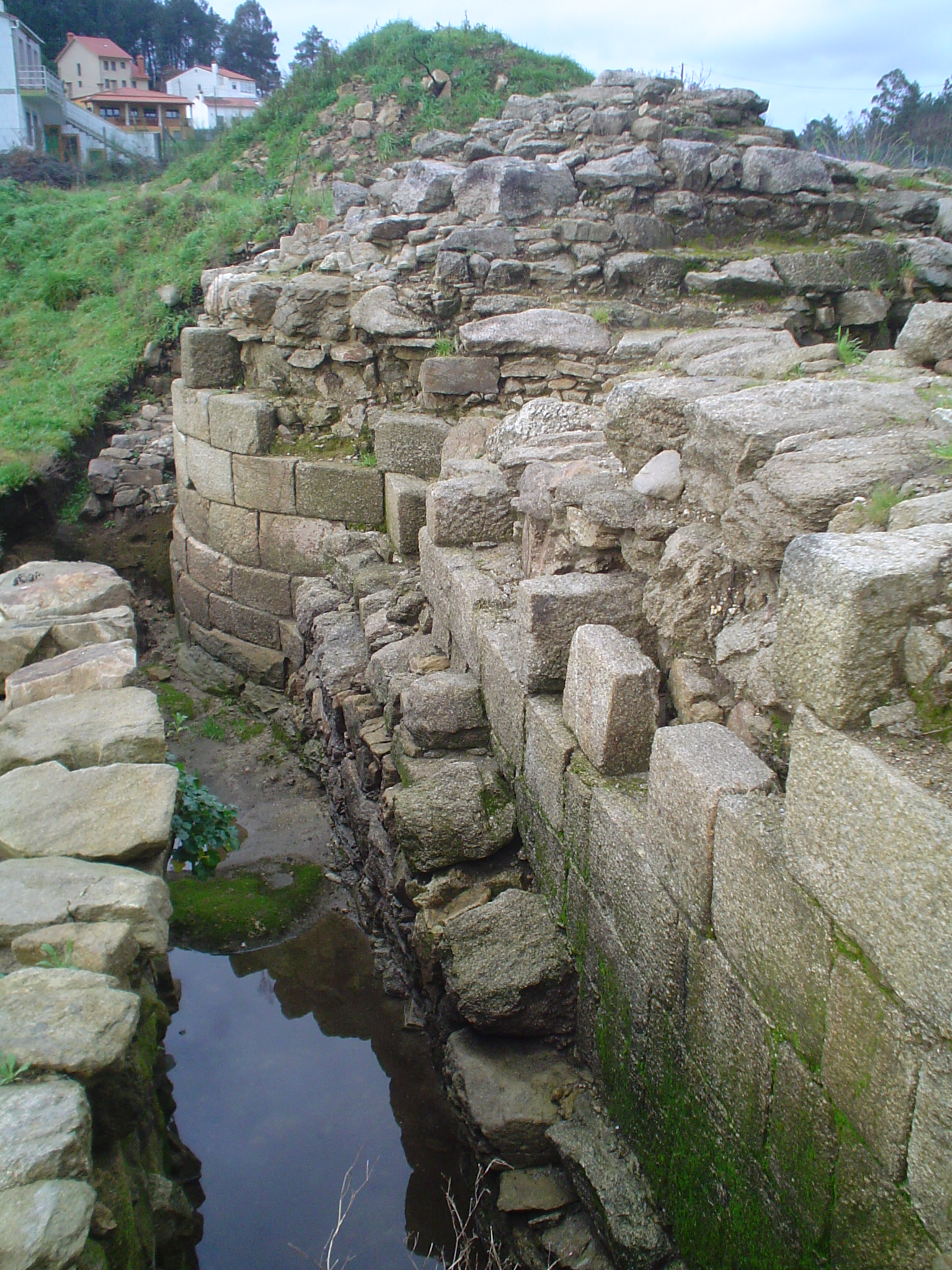
Castelo da Rocha Forte demolido pelos irmandinhos em 1467.

A Grande Revolta Irmandinha, foi possivelmente a maior revolta europeia de todo o século XV. Começou na primavera de 1467, na Galiza, numa conjuntura de crise social (fome, epidemias, bem como os abusos da nobreza galega) e política (guerra civil em Castela).
Assim como as demais Revoltas Irmandinhas, foi protagonizada por integrantes das "irmandades" (tipo de corpo policial formado nas cidades da Península Ibérica na Baixa Idade Média).

## Precedentes
A grande revolta irmandinha de 1467 foi precedida por diversas revoltas em certas zonas e localidades da Península Ibérica (ver: Revoltas Irmandinhas).
Segundo alguns historiadores, a primeira revolta protagonizada por uma Irmandade, ocorreu entre 1418 e 1422 (Baixa Idade Média), na Galícia, em Santiago de Compostela.
Em 1431, Roi Xordo liderou a Irmandade Fusquenlla, nas terras dos Andrade.
Em 1451, foi constituída uma irmandade nas rias de Pontevedra e Arousa. Depois surgiu a Irmandade da Corunha e Betanzos, seguindo-se as de Santiago de Compostela, Muros e Noia de 1458.

## Desencadeantes

### Conjuntura de crise social

#### Agressividade dos senhores. Os refúgios de mal-feitores

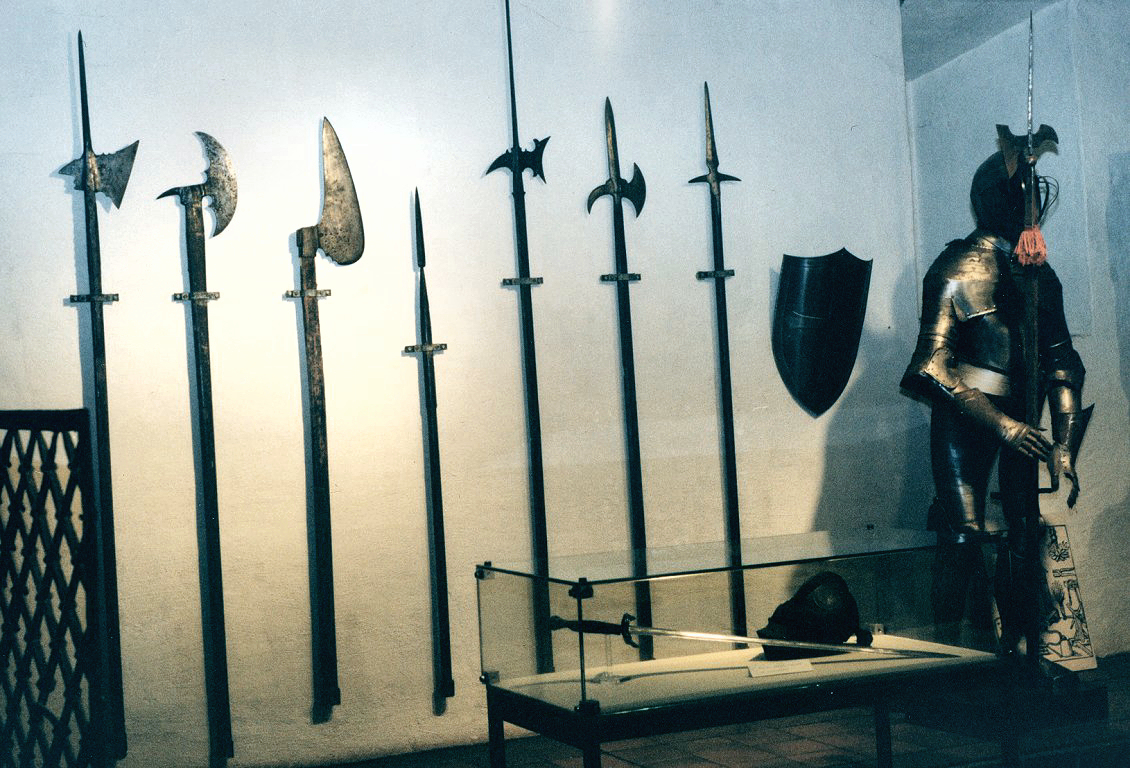
Armadura e armas dos cavaleiros, geralmente aportadas pelo senhor na Investidura.

A nobreza galega vivia um século XV de conflitos e confrontos internos. À intranquilidade gerada por tal série de conflitos, somavam-se os efeitos negativos da epidemia de 1466, além disso, antes da peste, ocorreram más colheitas, que provocaram uma queda de rendas da nobreza, a qual optou por uma atitude arrecadadora agressiva para contra-restar esta queda.
Entre as vítimas desta rapacidade da nobreza, encontrava-se também o clero, mesmo mosteiros e catedrais, cujo patrimônio e senhorios tinham sido ocupados ou encomendados nessas datas.

Existia, portanto, um sentimento acumulado de agravo, pelos males e danos que vilas e gente recebiam das fortalezas (fortificações), percebidas como refúgios de mal-feitores, tanto de senhores e cavaleiros quanto de prelados, como indicam as testemunhas do Pleito Tabera - Fonseca:
| “ | danos robos e males. Robo de ombres, personas y en sus vienes, robandoles sus bois y bestias y que les forçaban sus mugeres e fijas e que muchos de los dichos danos se azían ansi de las gentes que en sus casas como en la de las fortalezas. | ” |

Tudo isso indica uma certa convicção de que a anarquia provinha dos senhores.
Por isso, as irmandades concentraram esforços para demolir os refúgios dos malfeitores,: as "fortalezas" (fortificações), construídas entre os séculos X e XV.
A estes determinantes componentes emotivos, acresciam as intenções de se emanciparem da vassalagem e do pago de rendas ao senhor.

### Conjuntura de crise política
Outro fator era a debilidade do Estado medieval, que fazia com que os reis, em toda a Europa, se apoiassem nas cidades e vilas para reduzir o poder da nobreza feudal. No Reino de Castela, era especialmente relevante a disputa, na década de 1460, entre o infante D. Afonso e o Rei Henrique IV de Castela, com o correspondente vazio de poder.

#### Posição da nobreza galega no conflito entre D. Henrique e D. Afonso

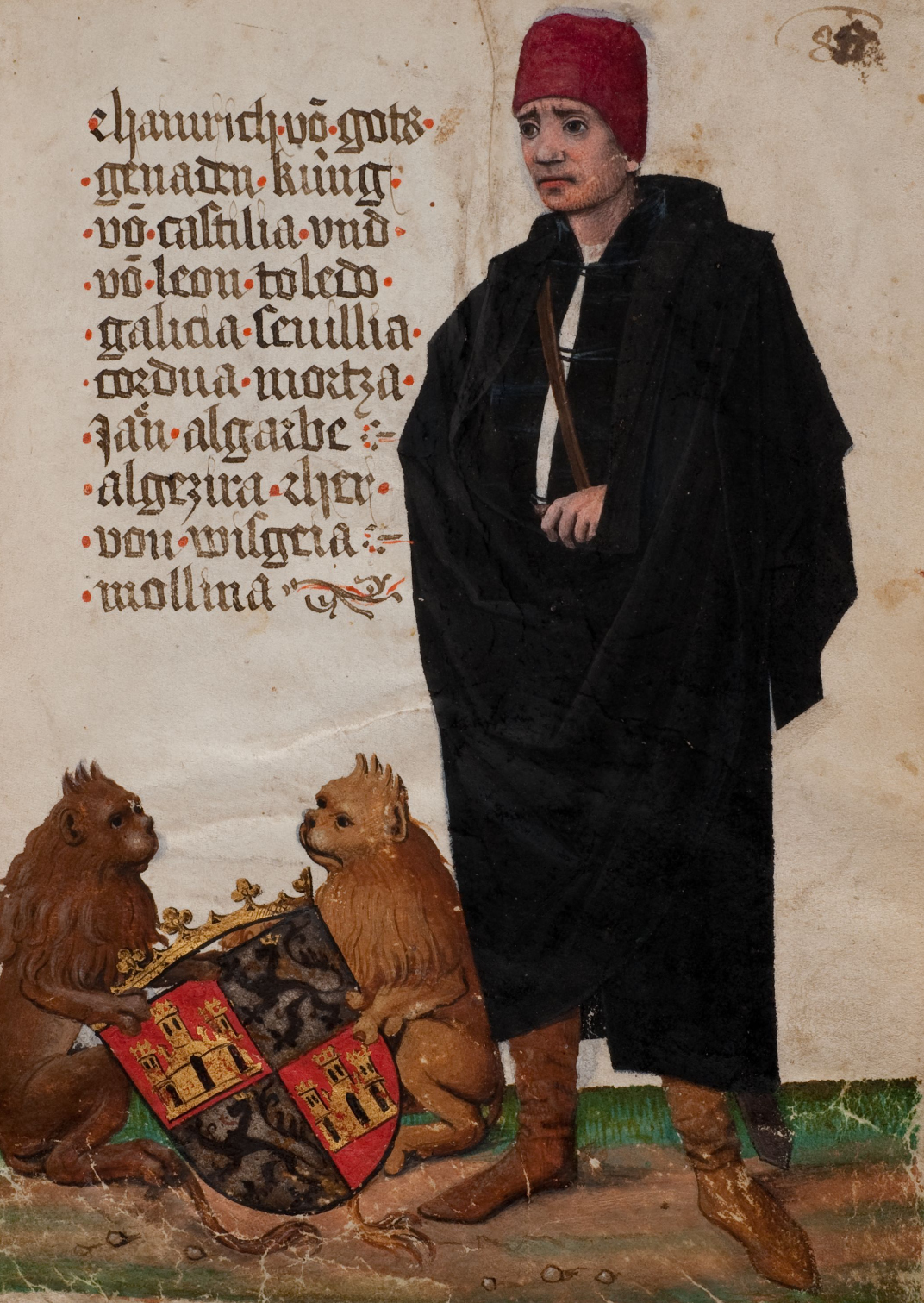
Enrique IV de Castela, quem autorizou a Santa Irmandade.

A atitude de toda a nobreza galega frente do conflito entre Henrique IV e Afonso ainda não está totalmente esclarecida. Mas, pode-se afirmar que entre os fiéis a Henrique IV situar-se-iam: D. Alvar Pérez Osorio  (conde de Trastâmara), e talvez e alguns dos seus parentes próximos, como Lope Sánchez de Moscoso ou Gómez Pérez das Mariñas.
Segundo Morais Muñiz, os partidários de Afonso seriam os condes de Ribadeo e de Santa Marta, o de Benavente, D. Alvar Páez de Soutomaior, o visconde de Monterrei, D. Juan de Zúñiga e provavelmente também Fernán Pérez de Andrade, bem como o arcebispo D. Alonso II de Fonseca e também o próprio conde de Lemos, apesar das evidências serem escassas e contraditórias.

#### Posição do clero e terceiro estamento no conflito entre Henrique e Afonso
Pelo contrário da nobreza galega, o rei contou com o apoio da maioria do clero galego, incluindo o episcopado, à exceção do arcebispo Fonseca.
Henrique IV contou também com uma ampla base popular, maiormente em vilas e cidades, conhecedores de ser D. Henrique o apoio legal do movimento Irmandinho.

### As "Hermandades" noutros territórios da coroa de Castela. Surgimento e influência na Irmandade
Esta aguda crise social e política favoreceu o desenvolvimento das Hermandades. Assim, já entre 1456 e 1460 várias vilas de Guipúscoa utilizaram a "hermandad" contra a nobreza local, demolindo um grande número das suas casas-fortes "porque façian e consentían muchos robos e malificios en la tierra e en los caminos e en todos los logares".
Em 1464 uma nova Hermandad General castelhana celebrou a sua primeira junta em Segóvia. Esta irmandade permaneceu inicialmente sob controlo de Henrique IV, quem a utilizaria contra os partidários do seu irmão D. Afonso.
O surgimento da "Hermandad General de Castela e Leão" deu pé a que as cidades galegas leais a Henrique demandassem dele a extensão das Hermandades ao Reino da Galiza.
Henrique IV permitiu afinal o surgimento da "Santa Irmandade", seguramente com o propósito de debilitar a rebelião da nobreza.
Outro propósito de Henrique poderia ser o de conseguir a contribuição da Galiza à Fazenda real, restituindo ademais o direito a voto nas Cortes da Galiza (cuja perda ocorrera nas cortes de Madrid de 1419).
Alonso de Palencia, cronista oficial do reino de Castela, comenta em 1477 a formação e atividade da Irmandade galega, apresentando-a como a máxima realização da Hermandad General de Castela e Leão, e amostra o seu entusiasmo pela eficácia do seu trabalho justiceiro e anti-senhorial, tomando fortificações tidas por inexpugnáveis.

## Começo da Irmandade

### Precedentes
Entre 1454 e 1458, existiu outra irmandade na Galiza "quel dicho moy virtuoso rey don Enrrique mandó faser e se fiso por su mandato en la çibdad de la Cruña e villa de Betanços", à qual se uniriam os concelhos de Santiago, Noia e Muros , bem como importantes senhores galegos (Bernal Yáñez de Moscoso, Pedro Bermúdez de Montaos ou Suero Gómez de Soutomaior).
O começo da Irmandade foi anterior à grande revolta da primavera de 1467, como provam documentos e referências de começos de 1465. Assim, em Fevereiro de 1465 registra-se que D. Pedro Álvarez Osorio, conde de Lemos, cedia para o seu filho a fortificação de Monforte, por lhe serem contrárias as irmandades da Galiza e, segundo declara o conde,  "poderia ser quisessem tomar suas terras e não era justo que seu filho, sendo sem culpa e inocente, as perdesse".

### Aprovação da Irmandade
Aparentemente, algumas das vilas galegas mais significativas, como a Corunha, Ferrol, Santiago, Lugo, Pontevedra ou Betanzos, enviaram os seus representantes a fim de sancionar o nascimento da instituição na Galiza. Lope García de Salazar afirma que foi Alonso de Lanzós quem canalizou a demanda, obtendo de Henrique IV os capítulos da Irmandade.
Consta a presença nas cortes de Salamanca, em Maio de 1465, do escrivão Juan Blanco, procurador de Betanzos, quem parece que obteve a demandada aprovação real.

Alfonso Mosqueira, testemunha do pleito Tavera-Fonseca, conta a presença de um enviado do rei D. Henrique, que se chamava Joan de Betresca 
| “ | vido que fizieran juntar la gente de la dicha çiudad de La Coruña y de los cotos della, que heran seisçientos ombres, e vido que entre cada çien ombres puso un alcalde de hermandad, que traía bara y tenía cargo de mandar e gobernar la gente y las cosas que tocaban a la dicha hermandad e a la gobernaçión de la dicha çiudad e tierra. | ” |

### Consolidação e implantação
Em princípios de 1467, a Irmandade estava já organizada e implantada, enquanto no rol de ordenamento e justiça. Um testemunho da implantação e integração na Irmandade de vários assinalados nobres galega  é a demanda que, em Fevereiro de 1467, apresenta D. Teresa de Zúñiga, condessa de Santa Marta, ante dois representantes da Hermandad General, quem se comprometeram a proceder contra os querelados Sancho López de Ulloa, Pedro Pardo de Cela e Diego de Andrade  
| “ | segund el tenor e la forma de los dichos capítulos e leyes e ordenanças de la Santa Hermandad . | ” |

Além disso, na demanda também é indicada que esta integração se estendera não somente aos nobres das suas fortificações, mas também aos seus vassalos.

### O comprometimento com a Irmandade de cabidos e cidades
Nos princípios de 1467, os comprometimentos de cabidos e cidades foram já expressados publicamente. A 14 de Março, por exemplo, o cabido e o concelho de Tui juraram os capítulos da Santa Yrmandade e uma semana mais tarde designaram o cônego Gonzalo Vázquez para assistir no seu nome à junta da Hermandad que ia celebrar-se em Medina del Campo.
Por sua vez, a 16 de Março registra-se um acordo do cabido compostelano de contribuir com "quatro mill maravedies de pares de brancas para aa arca da Yrmandade", e o concelho de Ourense, em Abril, antecipou " viinte e çinco mill pares de brancas" para que a fortificação de Castelo Ramiro fosse entregue "aa Santa Yrmandade".
A isto se acrescentam outras reuniões ou assembléias: em Santiago, depois em Lugo, depois em Melide, e mais tarde em Betanzos. Os pormenores da revolta ultimaram-se em tais reuniões; na última há registro da assistência dos senhores Fernán Pérez de Andrade, Sancho Sánchez de Ulloa e Gómez Pérez das Mariñas aos quais  foram requeridos a cederem as suas fortificações, "cada uno las suias, e qe las pedían para derribárselas porque dezían que de las dichas fazían muchos males, porque robaban y tomaban a los hombres y los prendían ". Esta exigência representa a confirmação última das intenções já presentes anteriormente, como indicam as precauções tomadas pelo conde de Lemos que se mencionam previamente.

## Evolução da revolta

### Estalido

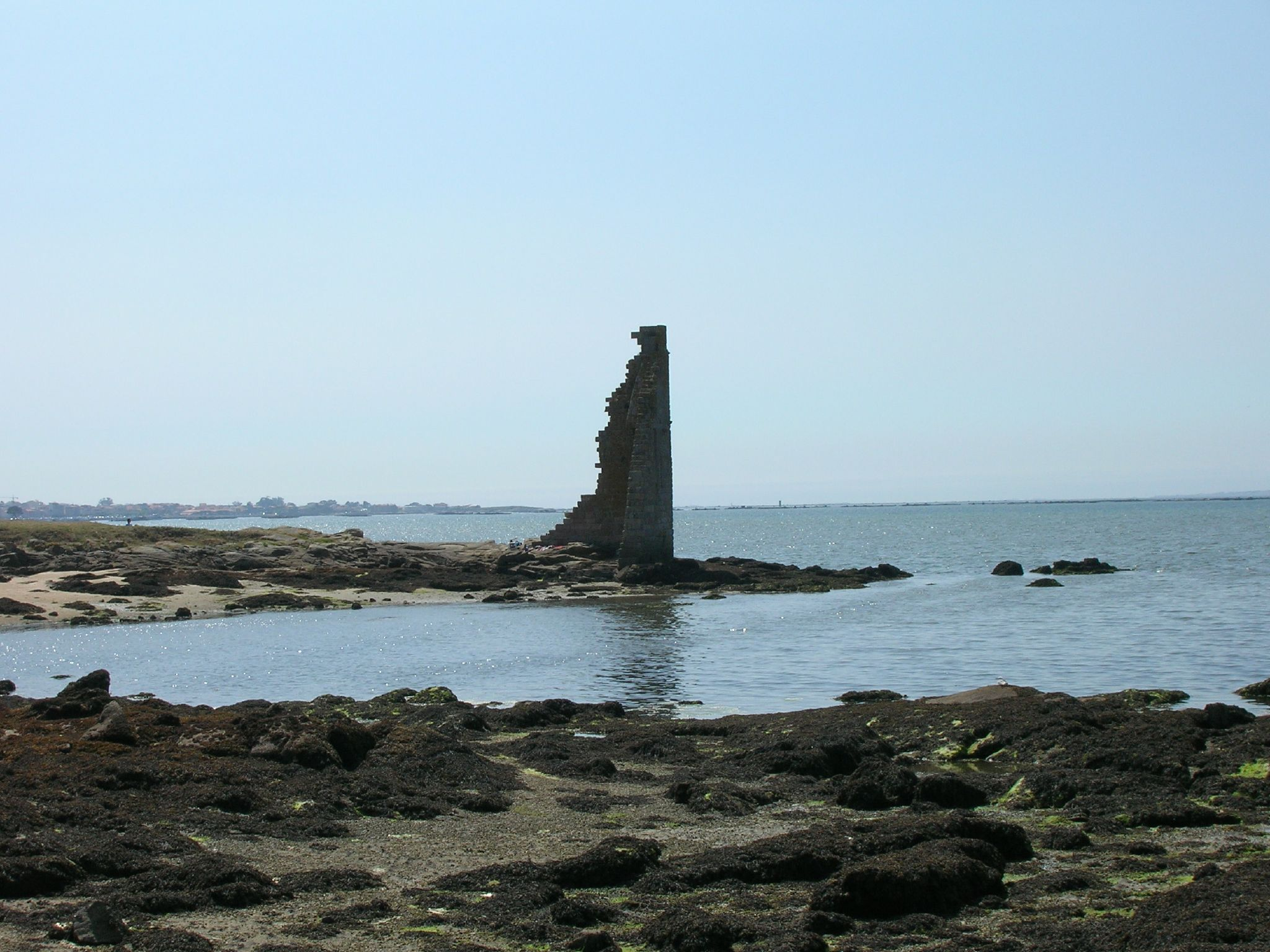
Torre de San Sadurniño, em Cambados, destruída entre 1466 a 1470 durante as revoltas irmandinhas.

Nos princípios da primavera estourou a revolta geral, quando as Juntas das Irmandades, organizadas em todas as comarcas galegas, lançaram a consigna contra as fortalezas (fortificações), símbolo do acosso senhorial.
As colunas irmandinhas, por volta de "oitenta mil omes", começaram a percorrer as comarcas, e com a força do seu número e o auxílio de trabucos, bombardas e outras armas, acabaram rendendo a grande maioria dos castelos e fortificações. Como data simbólica, em 25 de Abril de 1467 foi arrasada a primeira fortificação, o Castelo Ramiro, perto de Ourense.

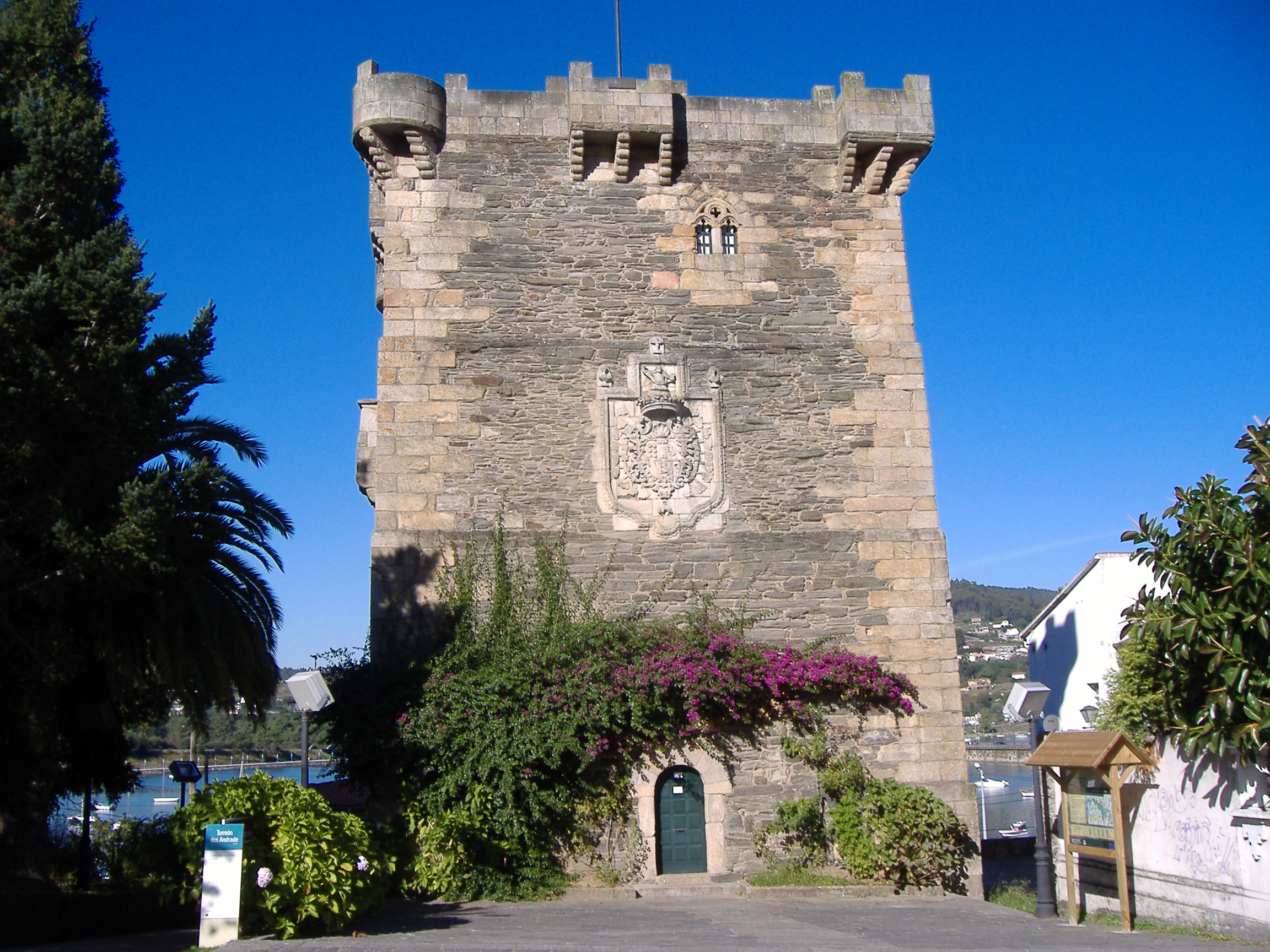
Torreão dos Andrade. Alonso de Lanzós, no comando dos Irmandinhos, apoderou-se do castelo e da vila de Pontedeume, conservando-se na sua posse durante algum tempo.

A revolta era encabeçada por personagens relevantes, incluindo cavaleiros e fidalgos, mesmo parte da aristocracia urbana. Entre eles destacaram-se desde um princípio: Alonso de Lanzós, que agiria na zona de Betanzos e no bispado de Mondoñedo, Pedro Osorio na área de Compostela, e Diego de Lemos, a Sul de Lugo e em Ourense, Lopo Mariño de Lobeira, etc.

A surpresa do ataque foi decisiva no triunfo irmandinho, bem como o total abandono dos vassalos aos senhores e, portanto, a falta de apoio destes, tornando vãs as tentativas da nobreza por resistir. 
| “ | pues toda la gente del dicho reino andaba en favor de la dicha hermandad y hera contra ellos y ellos no tenían favor ninguno, porque sus mismos basallos eran contra sus señores… | ” |

A maioria dos nobres tentou fugir da Galiza: Sancho de Ulloa e Diego de Andrade partiram para Castela. O arcebispo Fonseca, que se encontrava desterrado de Redondela, fugiu também, primeiro para Castela, e depois para Portugal. Fugiram também outros mais para Portugal, como Juan de Zúñiga, Pedro Álvarez de Soutomaior ou Juan de Pimentel. Alguns tentaram resistir, como Álvar Páez de Soutomaior, que se fez forte em Tui até que, pouco antes da sua morte repentina, rendeu a cidade aos cinco mil irmandinhos que a sitiavam, como o conde de Lemos, que saíra vitorioso no princípio, mas teve finalmente que fugir para o seu castelo de Ponferrada; ali se juntou ademais o seu genro, Pardo de Cela. Outros permaneceram escondidos por terras galegas, como Suero Gómez de Soutomaior, parente de Álvar Páez. Gómez Pérez das Marinhas e Alonso Osorio, herdeiro da casa de Lemos encontraram refúgio no mosteiro de Samos

A fuga do conde de Lemos, o senhor mais poderoso da Galiza, simboliza a derrota dos senhores e é salientada pelos cronistas da época: 
| “ | En corto tiempo los gallegos no sólo arrancaron de las selvas a los facinerosos y los arrastraron al patíbulo, sino que se apoderaron de fortalezas tenidas por inexpugnables, y al conde de Lemos, el más poderoso de los Grandes de la provincia, obligáronlo a huir y le persiguieron hasta el exterminio | ” |

### Vitória e reconhecimento

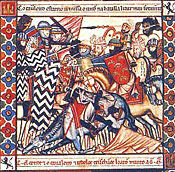
Cena de batalha medieval.

A vitória irmandinha foi rápida e completa. Os autores mais próximos a estes acontecimentos relatam a lista de castelos, fortificações, simples torres ou casas fortes, que foram total ou parcialmente demolidas e cujo número, segundo calcula Lojo Piñeiro, pôde chegar a 169. Desconhecem-se quantas fortificações foram entregues pacificamente à Irmandade e quantas deveram ser tomadas pela força. Nas declarações do pleito Tavera-Fonseca indica-se que os irmandinhos demoliram mesmo fortificações de cavaleiros participantes ou simpatizantes da Irmandade, e não somente fortificações dos senhores, mas também casas-fortes de fidalgos.
É de destacar a aparente resolução irmandinha de não se vingar nos senhores derrotados e fugidos, alguns de eles escondidos em mosteiros e casas de antigos vassalos, proporcionando à insurreição uma orientação em positivo, social e politicamente.

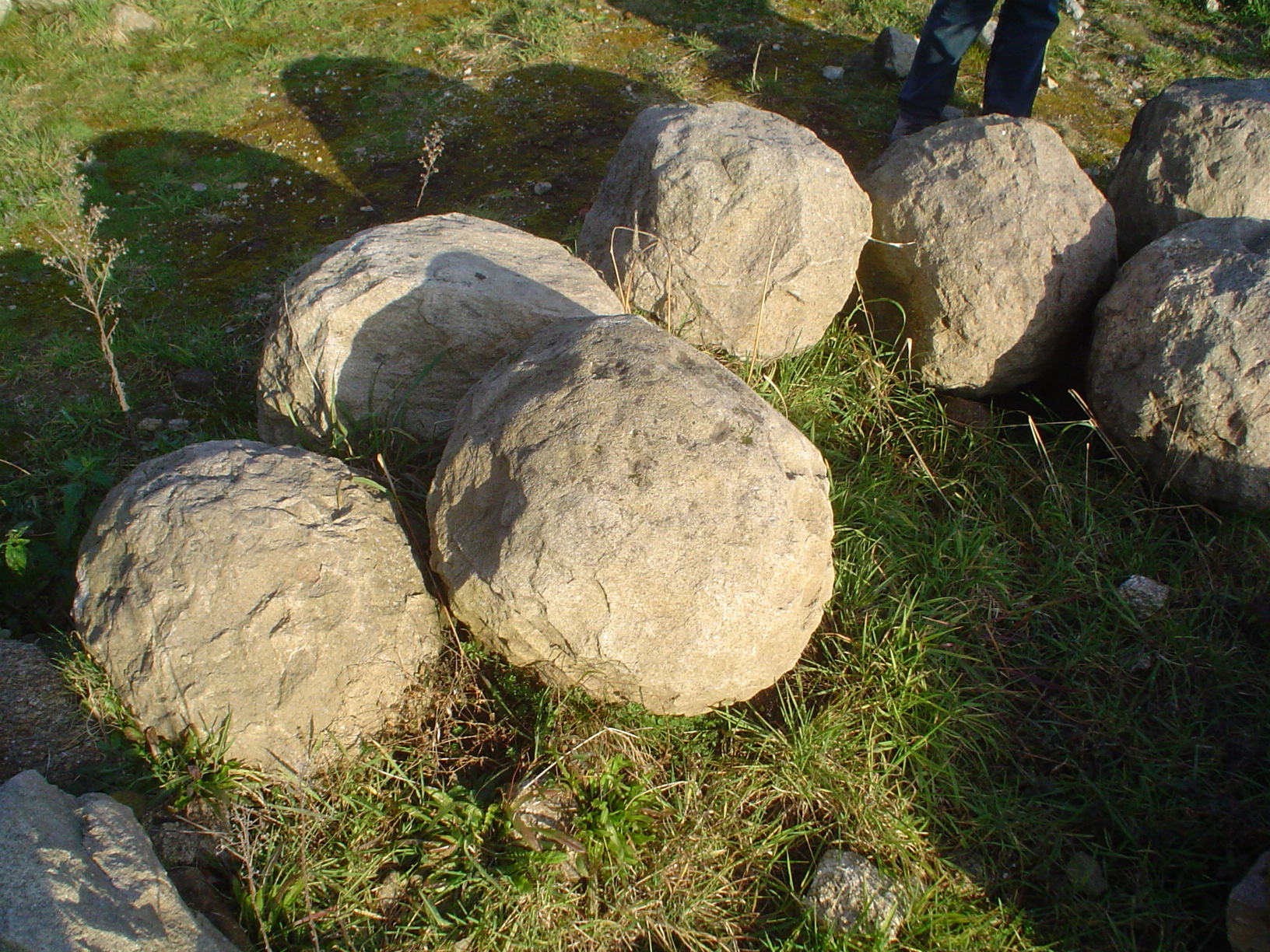
Castelo da Rocha Forte: projéteis de catapulta.

A resposta de Henrique IV foi de claro apoio, emitindo uma carta a 6 de Julho daquele ano, onde dá por boas as demolições feitas:
| “ | así en el derribar de las dichas fortalesas que derribastes, como en el proçeder que proçedistes contra los malfechores, que aprovase e confirmase e oviese por bien fecho todo lo que fesistes en esta parte, segúnd e por la forma e manera que en ello proçedistéis, e yo tóvelo por bien e quiero e mando e me plase de aprovar e apruevo por la presente el derribamiento de aquellas fortalesas que vosotros derribastéis, de las quales se fasían robos e muertes e fuerças e otros males e daños, e eran receptadoras de los malfechores e defensores dellos e de los omes criminosos, e así mismo qualesquier otras cosas que por vía de justiçia avedes fecho e proçedido, e lo loo e apruevo e he por bien fecho. | ” |

Henrique IV pedia neste mesmo documento, aos alcaides das fortificações galegas que estiveram assediadas, devido aos males que desde elas faziam, que " .. las den e entreguen a los alcaldes e diputados de la Santa Hermandad del dicho regno".
É importante acrescentar que, alguns meses antes deste reconhecimento e referendo dado às Irmandades, Henrique IV tivera de requerer a recondução de algumas atuações das Irmandades contrárias aos interesses da coroa. Assim, a 25 de Abril demandara a devolução a D. Teresa de Zúñiga, condessa de Santa Marta, ao seu filho o conde D. Bernaldino Sarmiento e a D. Juan de Zúñiga, visconde de Monterrei, de "qualesquier tierras e vasallos e fortalesas que les tengades tomadas…". Do mesmo jeito, em  19 de Junho exigia que devolvessem a vila e castelo de Monterrei a D. Pedro de Estúñiga, que primeiramente lhe fora arrebatada por seu irmão D. Juan de Estúñiga, e a este mais tarde pela Irmandade. Por isso ordena à Irmandade que  
| “ | tornar e restituir, apoderándole en la posesión della, como a señor de la dicha villa, segúnd que antes que fuese desposeído la tenía, en lo qual me faréis agradable plaser e serviçio, por quanto el dicho Pedro de Estúñiga es mi servidor e ha de guardar las cosas complideras a mi serviçio e a la conservaçión e guarda y acreçentamiento de esa Santa Hermandad | ” |

### Evolução durante o triunfo da revolta
O interclassismo do seio da Irmandade (nobreza alta e baixa, clero, burgueses e camponeses) não permitiu possivelmente manter sua unidade após o triunfo. Em 1469, as diferenças entre os membros das diferentes juntas, entre algumas delas e entre os diversos grupos sociais integrados nelas, traduziram-se em claros confrontos.
De qualquer forma, o insucesso final da revolta irmandinha foi devido primariamente a circunstâncias externas a Galiza, basicamente influíram dois fatos acontecidos na segunda metade de 1468: o primeiro sendo o falecimento do infante D. Afonso, e o segundo, a reconciliação de Henrique IV com a nobreza opositora, com o pacto dos Touros de Guisando, pelo qual Henrique reconhece como herdeira do trono a sua irmã D. Isabel de Castela.

### O contra-ataque dos senhores

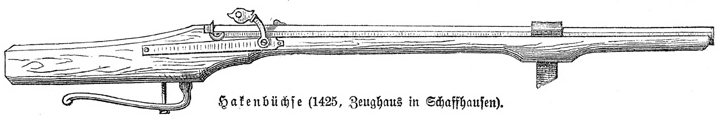
Os soldados de Pedro Álvarez usavam modernos arcabuzes na segunda guerra irmandinha. O da imagem é de 1425.

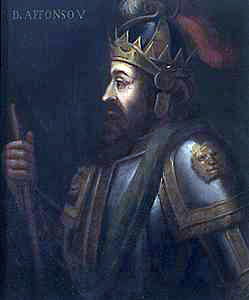
Afonso V de Portugal ajudou Pedro Madruga.

Esta situação fez com que os senhores galegos preparassem seu retorno, reorganizando-se e procurando apoios. Assim, segundo Vasco de Aponte, na primavera de 1469, Pedro Álvarez de Soutomaior reuniu-se em Monção com o arcebispo Fonseca e com Juan Pimentel, acordando reunir as suas tropas nas proximidades de Santiago.
O acordo levou-se a cabo e, após chegar estes, fê-lo o de Soutomaior, que entrara por Portugal á frente de 100 lanças e cerca de 2000 peões (no seu caminho, junto ao castro da Framela, tivera de fazer frente de quatro ou cinco mil vilões e, após vencê-los, sorteou a cidade de Pontevedra, onde se encontravam os irmandinhos no comando de Lope Pérez Mariño, filho de Payo Mariño de Lobera) 
O exército de Fonseca, Pimentel e Soutomaior, com um total de trezentas lanças, entre castelhanos, portugueses e galegos, venceu no monte Almáciga a dez mil irmandinhos comandos por Pedro Osorio. Esta vitória resultou decisiva, de fato, dois meses mais tarde (Julho de 1469) a cidade de Santiago viu-se obrigada a abrir as portas ao Arcebispo
| “ | y después se conçertara con la dicha ciudad y les juró sus costumbres y prebillegios de se los guardar y se le entregara la dicha ciudad... | ” |

Juntaram-se a este exército as tropas de Fernán Pérez de Andrade, Sancho Sánchez de Ulloa, Lope Pérez de Moscoso e Gómez Pérez das Mariñas. Então, desde Santiago, encaminharam-se para os domínios de Andrade. Em Castro Gundián, encontrando-se com um exército irmandinho, chefiado por Alonso de Lanzós, quem aguardava os reforços de Diego de Lemos. Mas a batalha começou sem ainda os reforços terem chegado, e Alonso, após um breve parlamento com Pedro Álvarez de Soutomaior, optou pela retirada.; a chegada posterior dos reforços, no comando de Diego de Lemos já não teve consequências. Após esta nova derrota, os senhores liquidaram a resistência irmandinha naquela zona, embora Pontedeume não fosse entregue ao de Andrade, senão ao Arcebispo, por decisão de Alonso de Lanzós, mortal inimigo do primeiro.
O conde de Lemos tornava também à Galiza pelo Bierzo, resistindo aos irmandinhos, capitaneados pelo fidalgo berciense Álvaro Sánchez (a quem depois mandou matar com seta) e às gentes de Álvaro Pérez Osorio, conde de Trastâmara e agora marquês de Astorga, que apoiara a sublevação. Com o conde de Lemos parece que retornaram também Pedro Pardo de Cela, com Pedro Miranda, Pedro Bolaño e outros como Alonso López de Lemos, pai de Diego de Lemos. Os primeiros, pelo que parece, atacaram os núcleos irmandinhos de Lugo e sua comarca; o último, pela sua parte, fê-lo contra os que ocupavam as terras de Lemos, aos quais parece que venceu na paróquia de Vilamelle, junto Ferreira de Pantón, apoderando-se da vila de Monforte de Lemos.
Porem, os sucessos em campo aberto da cavalaria feudal não ocorreram no caso das cidades muradas, o que obrigou os senhores mais importantes a pactuar, ajudados depois por alguns irmandinhos, sem solução de continuidade, a combater os novos inimigos compartilhados. Primeiro pactua o arcebispo Fonseca com Santiago, Pontevedra e demais  vilas da Terra de Santiago,  e depois o conde de Lemos com Ourense e Allariz (contra o conde de Benavente).
O pacto de Fonseca com as cidades irmandinhas da Terra de Santiago foi feito sobre a base de Fonseca respeitar os usos e costumes urbanos e o acordo de  não reedificar as fortificações que lhe foram antes derrubadas, o que se refletiria mais de meio século depois no pleito Tabera - Fonseca.
Ainda durante 1470 e 1471, as cidades da Corunha, Pontedeume, Viveiro, Ribadavia, Lugo e Mondoñedo resistiam.
Em qualquer caso, em pouco tempo o grosso da Irmandade foi derrotado, recuperando os grandes senhores galegos o controlo dos seus antigos domínios.

### Estruturação e Armamento

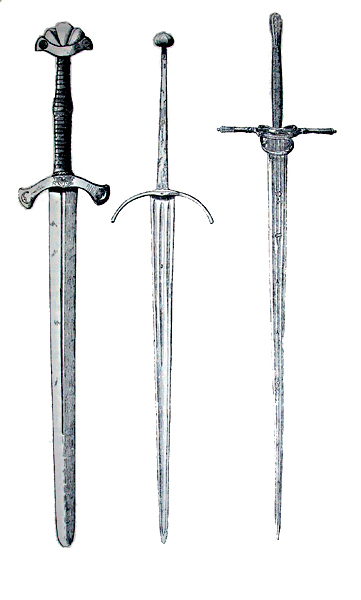
Espadas do período final da Idade Média.

Os irmandinhos formaram exércitos nas comarcas, que se ajuntavam para acometer grandes assédios ou batalhas, implicando ou visando implicar em alguma ocasião o conjunto da Galiza. Existem provas de que a mobilização foi bastante geral nas cidades e no campo (perderam-se colheitas), ao menos entre as pessoas comuns.
É errônea a imagem dos irmandinhos enfrentando-se com aparelhos agrícolas: A infantaria e a escassa cavalaria das milícias usariam as mesmas armas do que os exércitos senhoriais, nos quais participaram no passado, tendo portanto experiência militar e armas nas suas moradias. Alem disso, as vilas contavam com armeiros que fabricavam nelas.

## Consequências

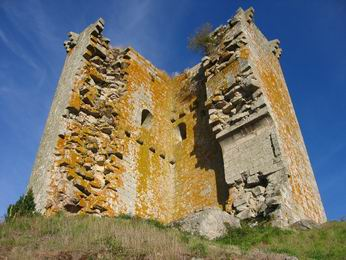
Castelo de Sandiás, arrasado em 1467 na grande revolta Irmandinha, reconstruído uma vez sufocada a revolta.

Não ficaram registrados "castigos exemplares" dos vencedores sobre os vassalos que se rebelaram. Talvez não fosse "possível" pelo caráter massivo do movimento anti-fortificações e anti-senhorial. Os porta-vozes posteriores dos vencedores, como Vasco Aponte e Felipe de la Gándara, também não deram novas de represálias. Talvez contribuísse para a falta de repressão o fato de previamente os irmandinhos não se ter vingado dos cavaleiros derrotados quando atingiram a vitória em 1467.
Talvez o sentido prático, que transluz na célebre resposta do conde de Lemos a Pardo de Cela, quando este o instava a "encher os carvalhos de vassalos" (enforcados): "não se ia manter de carvalhos".

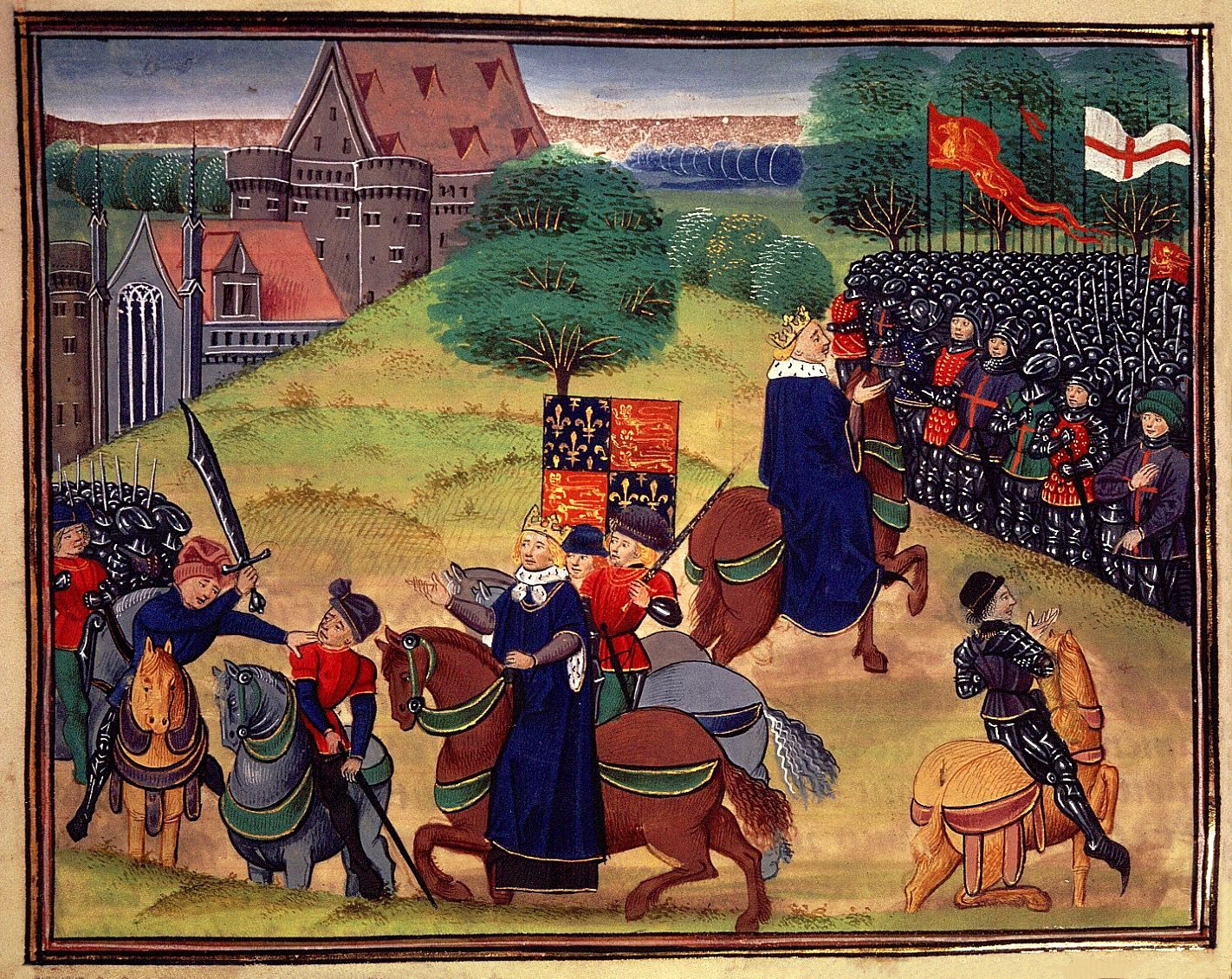
Fim da Revolta camponesa de 1381 na Inglaterra. No caso inglês, o final foi mais grave para os camponeses: a maioria dos líderes foi capturada e executada. As concessões iniciais foram revogadas e o imposto origem da revolta foi novamente introduzido.

Couselo Bouzas indica que a maior parte dos testemunhos ao respeito do pleito Tavera-Fonseca concentram-se na ânsia reconstrutora do conde de Lemos, que obrigava a serventias de dois ou três dias por semana, para o qual deviam levar carro e bois e satisfazer dois reais para pagar os encarregados da direção das obras.
A retaliação principal foi em serventias, prestações pessoais que quase todos os senhores impuseram aos vassalos para a reconstrução das suas fortificações. Setenta e três fortificações, menos da metade das que foram demolidas, foram reconstruídas.

## Influências posteriores
Sem dúvida influenciou a decisão dos Reis Católicos mais tarde de pacificar o reino da Galiza (decretando a Doma y castración de Galicia), forçando a demolição das fortificações dos nobres rebeldes. A ação dos Reis Católicos na Galiza foi (obviando a problemática cultural causada por certas ações) em palavras de Fernando Lojo, "vista na mentalidade coletiva como uma autêntica libertação e o início da pacificação do reino, objetivo que buscara também, com menos sucesso, a irmandade de 1467".
Até certo ponto, a revolução Irmandinha influenciou ainda a mesma criação em Castela, pelos Reis Católicos dum Estado Moderno. Em efeito, como nos indica Carlos Barros, um Estado Moderno, sujeito a uma monarquia absoluta, somente pôde impor-se uma vez que os grupos populares derrubaram, irreversivelmente, as fortalezas, não só as físicas (fortificações), mas também éticas (consentimento) do poder senhorial.